# ОШ „19. октобар” Маршић
ОШ „19. октобар” Маршић једна је од основних школа у Крагујевцу. Налази се у улици Драгише Мишовића бб у Маршићу.

## Историјат
Прва основна школа у Маршићу је отворена у септембру 1911, а ОШ „19. октобар” Маршић је основана актом о оснивању од 1963. године. Нова школска зграда је изграђена 1991. на месту старе школе. Назив је добила у знак сећања на жртве стрељане у Другом светском рату у Маршићу 19. октобра 1941. након масакра у Крагујевцу. Представља матичну школу коју похађају ученици из Маршића, а од петог до осмог разреда и ученици из Кормана и Доњих Комарица. У свом саставу има издвојена одељења осморазредне школе у Ботуњу коју похађају ученици из Ботуња и околних засеока, а од петог разреда и ученици из Цветојевца, одељења четвороразредне школе у Корману која је неподељена, четвороразредне школе у Цветојевцу која је подељена и четвороразредне школе у Доњим Комарицама где се настава организује у комбинованим одељењима.